# Hans-Georg Kellerer

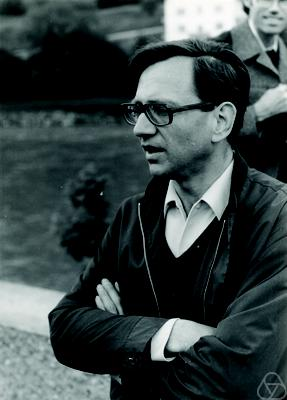
Hans Kellerer 1976

Hans-Georg Kellerer (* 2. Oktober 1934 in Essen; † 14. Juli 2005 nahe Wildbad Kreuth) war ein deutscher Mathematiker. Sein Hauptarbeitsgebiet war die Wahrscheinlichkeitstheorie.
Nach der Reifeprüfung am Maximiliansgymnasium München im Jahr 1953 begann Kellerer zunächst ein Studium der Wirtschaftswissenschaften an der Ludwig-Maximilians-Universität in München, wechselte aber bald zur Mathematik und promovierte schließlich 1960 mit dem Thema „Die Schnittmaß-Funktionen meßbarer Teilmengen eines Produktraumes“ bei Hans Werner Richter. Nach Assistentenjahren in München, diversen Auslandsaufenthalten und Lehrstuhlvertretungen erhielt er 1965 einen Ruf auf eine ordentliche Professur an die Ruhr-Universität Bochum. 1973 folgte er schließlich einem Ruf zurück an seine Alma Mater nach München, wo er bis zu seinem Lebensende verblieb.
Am bekanntesten machten Kellerer sicherlich seine Arbeiten über Marginalverteilungen, die auf einer bahnbrechenden Arbeit von Volker Strassen aufbauten. Darüber hinaus beschäftigte er sich mit zufälligen dynamischen Systemen, einer maßtheoretischen Variante der Linearen Programmierung und anwendungsnahen Problemen, die an ihn von seinem Bruder, dem Strahlenbiologen Albrecht Kellerer, herangetragen wurden.
Kellerer blieb auch nach seiner Emeritierung im Jahre 2000 aktiv in der Forschung. Sein Leben fand ein jähes Ende, als er auf dem Rückweg von einer Bergwanderung zur Halserspitze vom Weg abkam und in die Tiefe stürzte.